# コロンボ・フォート駅
コロンボ・フォート駅（コロンボフォートえき、シンハラ語: කොටුව දුම්රිය ස්ථානය, タミル語: கோட்டை புகையிரத நிலையம், 英語: Colombo Fort Railway Station）はスリランカのコロンボにある駅である。都市の中心であるフォート地区とその東側ペター地区の境界付近に位置するコロンボの中心駅であり、日々多数の都市間・都市内列車が発着するスリランカ最大のターミナル駅である。

## 歴史

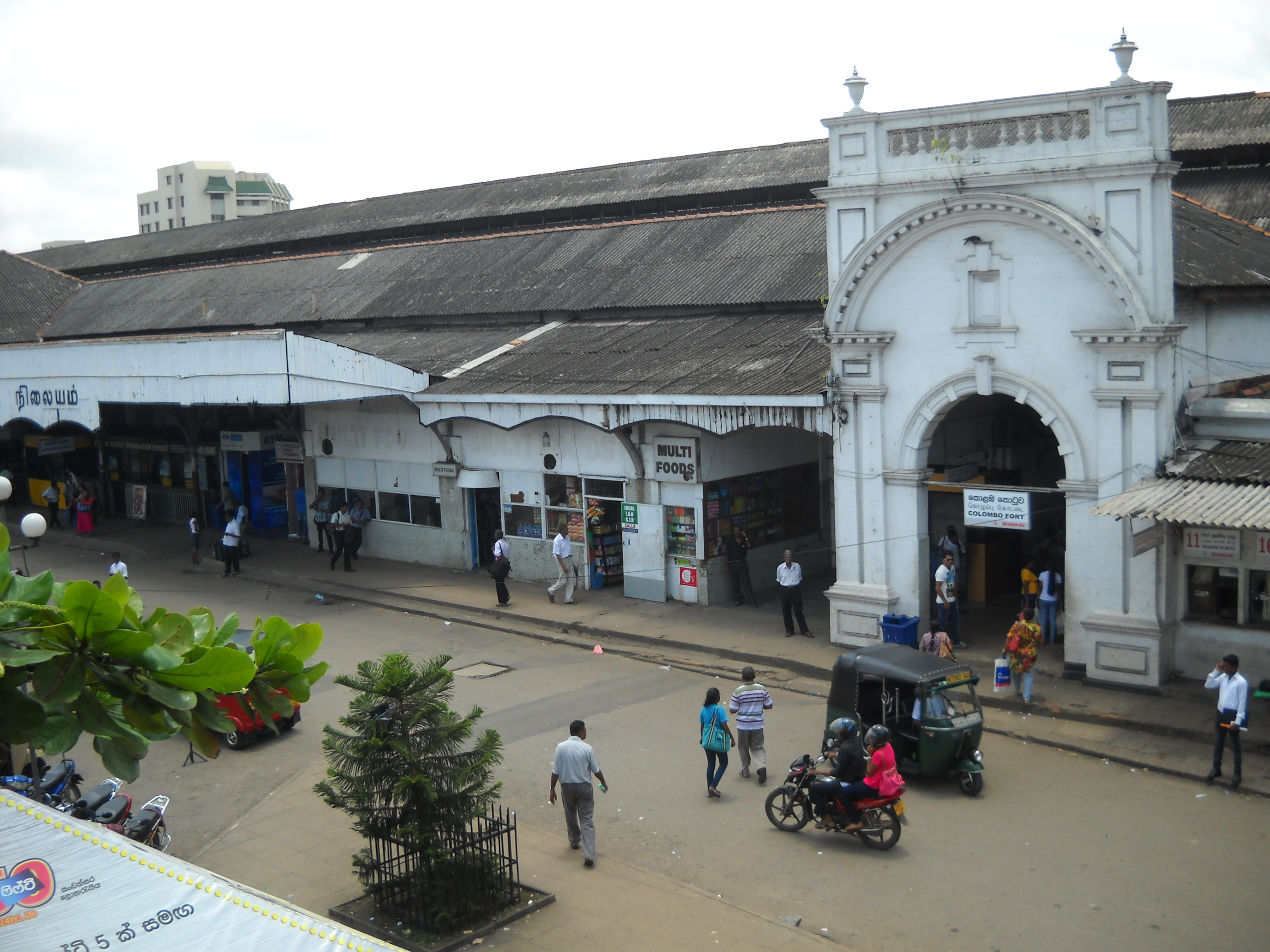
ヴィクトリア様式の駅舎

イギリス領セイロン（後のスリランカ）に最初に鉄道が開業したのは1864年のことである。当時のターミナル駅は、コロンボ東部マラダーナ近郊に存在したコロンボ・ターミナス駅であった。コロンボ・フォート駅と呼ばれる駅が初めて建設されたのは1877年のことで、コーストラインの敷設に伴うものであった。当時の駅は小さく、場所も現在の駅より西側に位置していた。
コロンボの新しい中心駅として、現在のコロンボ・フォート駅がオープンしたのは1917年のことである。駅は隣接するベイラ湖を埋め立てて建設された。この計画の一環として1906年からコロンボの鉄道網の再編成が開始されており、コロンボ・ターミナス駅は閉鎖され新たにマラダーナ駅へと置き換えられた。コロンボ・フォート駅は1917年より都市の中心駅として運用が開始された。

## 地理
コロンボ・フォート駅は、コロンボの中心であるフォート地区とその東側のペター地区の境界付近に位置しており、主要幹線道路であるA1ハイウェイとA4ハイウェイの交点に近接する。コロンボ・フォート駅はフォート地区のビジネス街、ならびにペター地区のマーケットへのアクセスを提供している。
フォート駅から東に2 kmほどの地点には、コロンボの主要駅の一つであるマラダーナ駅が存在する。

### 接続
鉄道網のハブとして機能するだけではなく、ペターの中央バスターミナルによりバス路線網との接続も提供する。また、バンダラナイケ国際空港へのエアポート・エクスプレスが西隣のColombo Secretariat駅より運行されている。

## 路線

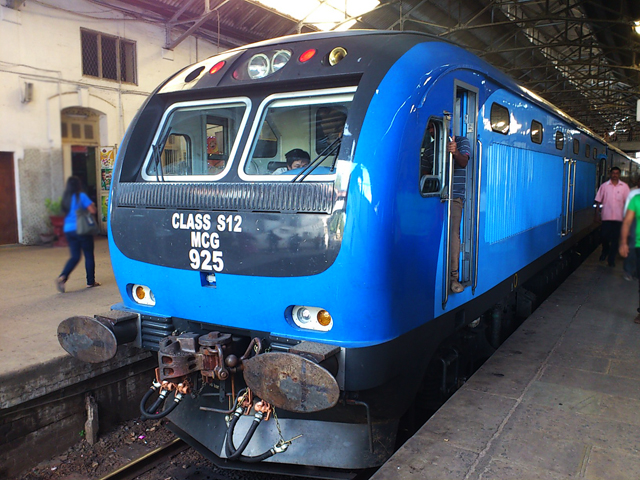
インターシティ列車

コロンボ・フォート駅に接続する一本目の路線はメインラインである。中央高地東部のバドゥッラに向かうこの路線は、途中で何本もの路線に分岐してスリランカ全土へと広がっており、こうした各地に向かう列車の大半もコロンボ・フォート駅を発着する。二本目の路線コーストラインは南西方面に延びており、南部のゴールやマータラに接続する。
コロンボ・フォート駅はまた、コロンボ大都市圏の近距離路線のハブ駅でもある。

## 駅構造
コロンボ・フォート駅は、多くの列車が発着しているにもかかわらず、通過駅のようなレイアウトとなっている。プラットホームの多くは発着する列車と通過列車、どちらにも対応できるように配置されている。プラットホームは東西を向いており、チケットホールは駅の北側に設置されている。